# 24 април
24 април е 114-ият ден в годината според григорианския календар (115-и през високосна). Остават 251 дни до края на годината.

## Събития
- 1479 г. пр.н.е. – Тутмос III става фараон на Египет.
- 1184 г. пр.н.е. – Гърците влизат в Троя с помощта на Троянски кон (по предания).
- 1771 г. – 85-метрово цунами връхлита японския остров Ишигаки.
- 1792 г. – Французинът Клод-Жозеф дьо Лил съчинява музиката и текста на Марсилезата – химн на Франция от 1795 г.
- 1877 г. – Светият синод избира за български екзарх Йосиф I.
- 1877 г. – Начало на Руско-турска война (1877-1878): Руският император Александър II с манифест обявява война на Османската империя.
- 1884 г. – Канцлерът на Германия Ото фон Бисмарк обявява немско владичество върху територията на днешна Намибия, което е начало на германската колониална империя.
- 1895 г. – Джошуа Слоам започва първото самостоятелно околосветско плаване с яхта.
- 1907 г. – Основан е египетският футболен клуб Ал-Ахли
- 1915 г. – С ареста и депортирането на стотици видни арменци в Константинопол (днес Истанбул) започва Арменския геноцид в Османската империя.
- 1916 г. – Започва Великденското въстание в Дъблин, което цели отделяне от Великобритания и създаване на ирландска република.
- 1938 г. – Иван Джаков излъчва първото радиолюбителско повикване от територията на България, от София, в телеграфен режим по морзовата азбука, на честота 7 МХц – „CQ de LZ1ID“.[1]

- 1941 г. – Принц Нородом Сианук става крал на Камбоджа.

- 1953 г. – Уинстън Чърчил е ръкоположен за рицар от кралица Елизабет II.
- 1967 г. – Съветският космонавт Владимир Комаров загива при приземяване на Союз 1, след като парашутът на капсулата отказва да се отвори (Комаров е първият човек, загинал по време на мисия в космоса).
- 1968 г. – Мавриций става член на ООН.

- 1970 г. – Китайската народна република извежда в орбита първия си изкуствен спътник Дун Фан Хун I.
- 1970 г. – Гамбия е обявена за република.
- 1981 г. – Демонстриран е първият персонален компютър – IBM PC.
- 1984 г. – Apple Computer представят своя преносим компютър Apple IIc.
- 1988 г. – Дизел-електрическата ударна подводница от ВМС на САЩ USS Bonefish (SS-582) изплава аварийно на повърхността на Атлантическия океан на около 260 км. от Флорида, заради избухнал силен пожар в акумулаторния отсек. Екипажът е принуден да изостави подводницата, като 89 души са спасени от фрегатата USS Carr (FFG-52) и хеликоптери на самолетоносача USS John F. Kennedy. Трима подводничари загиват. От Военноморските сили решават да бракуват USS Bonefish поради прекалено големия размер на щетите.
- 1990 г. – Космическият телескоп Хъбъл е изстрелян с помощта на космическата совалка Дискавъри.
- 1995 г. – Международният наказателен трибунал за бивша Югославия посочва босненския сръбски лидер Радован Караджич и двама от неговите високопоставени помощници като заподозрени във военни престъпления.
- 2004 г. – След 18-годишно действие САЩ отменят икономическото си ембарго над Либия, като резултат от демонстрираното желание на Либия за съдействие при премахваненето на оръжията за масово унищожение.
- 2005 г. – Кардинал Йозеф Рацингер е избран за 265-ия папа под името Бенедикт XVI.

## Родени
- 1533 г. – Вилхелм Орански, нидерландски държавник († 1584 г.)
- 1706 г. – Джовани Батиста Мартини, италиански музикант († 1780 г.)
- 1743 г. – Едмънд Картрайт, британски механик († 1823 г.)
- 1796 г. – Карл Имерман, немски писател († 1840 г.)
- 1815 г. – Антъни Тролъп, английски писател († 1882 г.)
- 1823 г. – Себастиян Лердо де Техада, президент на Мексико († 1893 г.)
- 1845 г. – Карл Спителер, швейцарски писател, Нобелов лауреат през 1919 г. († 1924 г.)
- 1848 г. – Георги Кирков, български учен († 1929 г.)
- 1850 г. – Светослав Миларов-Сапунов, български писател († 1892 г.)
- 1856 г. – Филип Петен, френски войник и държавник († 1951 г.)
- 1889 г. – Христина Морфова, българска оперна певица († 1936 г.)
- 1901 г. – Петър Нешев, български партизанин и офицер († 1973 г.)
- 1905 г. – Робърт Пен Уорън, американски поет († 1989 г.)
- 1908 г. – Юзеф Гославски, полски скулптор († 1963 г.)
- 1909 г. – Бернхард Гжимек, германски зоолог († 1987 г.)
- 1914 г. – Ян Карски, полски офицер († 2000 г.)
- 1934 г. – Шърли Маклейн, американска актриса и танцьорка
- 1935 г. – Димитър Шойлев, български лекар – ортопед († 2009 г.)
- 1939 г. – Лили Иванова, българска поп певица
- 1941 г. – Недялка Керанова, българска народна певица († 1996 г.)
- 1942 г. – Барбра Страйсънд, американска актриса и певица
- 1942 г. – Томчо Томчев, български спортист
- 1943 г. – Дейвид Морел, американски писател
- 1952 г. – Жан-Пол Готие, френски моден дизайнер
- 1952 г. – Иван Милев (музикант, р. 1956), български акордеонист
- 1965 г. – Бойко Неделчев, естраден певец
- 1966 г. – Алесандро Костакурта, италиански футболист
- 1969 г. – Мелинда Кларк, американска актриса
- 1971 г. – Красимир Радков, български актьор
- 1974 г. – Томаш Полак, чешки шахматист
- 1977 г. – Ребека Мейдър, английска актриса
- 1978 г. – Георги Мечеджиев, български футболист
- 1980 г. – Карен Асрян, арменски шахматист († 2008 г.)
- 1982 г. – Кели Кларксън, американска певица
- 1982 г. – Маркиньош, бразилски футболист
- 1983 г. – Абдер Кабус, френски футболист
- 1987 г. – Виолета Марковска, българска актриса
- 1990 г. – Дани Левън – Danny Levan, български изпълнител

## Починали
- 1342 г. – Бенедикт XII, римски папа (* 1285 г.)
- 1671 г. – Франсоа Вател, френски готвач (* 1631 г.)
- 1736 г. – Евгений Савойски, австрийски генерал с френски произход (* 1663 г.)
- 1846 г. – Джироламо Крешентини, италиански певец-кастрат (* 1762 г.)
- 1852 г. – Василий Жуковски, руски поет (* 1783 г.)
- 1891 г. – Хелмут фон Молтке Старши, германски генерал-фелдмаршал (* 1800 г.)
- 1905 г. – Ванчо Сърбаков, български революционер (* неизв.)
- 1905 г. – Христо Узунов, български революционер (* 1878 г.)
- 1924 г. – Грандвил Стенли Хол, американски психолог (* 1844 г.)
- 1932 г. – Иван Стефанов Гешов, български политик (* 1854 г.)
- 1960 г. – Макс фон Лауе, германски физик, Нобелов лауреат през 1914 г. (* 1879 г.)
- 1964 г. – Герхард Домагк, германски бактериолог, Нобелов лауреат през 1939 г. (* 1895 г.)
- 1967 г. – Владимир Комаров, съветски космонавт (* 1927 г.)
- 1985 г. – Сергей Юткевич, руски режисьор (* 1904 г.)
- 1986 г. – Иван Дуйчев, български историк, медиевист (* 1907 г.)
- 1993 г. – Сава Гановски, български политик (* 1897 г.)
- 1997 г. – Асен Босев, български детско-юношески писател (* 1913 г.)
- 2004 г. – Есте Лаудър, американска бизнес-дама в козметиката (* 1906 г.)
- 2005 г. – Езер Вайцман, президент на Израел (* 1924 г.)
- 2011 г. – Сатия Сай Баба, индийски гуру (* 1926 г.)

## Празници
- Световен ден на побратимените градове
- Световен ден за защита на лабораторните животни
- Международен ден на младежката солидарност
- Международен ден в памет на жертвите на Арменския геноцид (1915 – 1923 г.) Обявен е първо за Международен ден за солидарност с арменския народ от Европейския парламент през 1987 г. по повод годишнина от началото на геноцида над арменците в Османската империя през 1915 г. За първи път се чества през 1989 г. В първите години на новото хилядолетие е обявен и за Международен ден в памет на жертвите на Арменски геноцид.
- Гамбия – Ден на републиката (от 1970 г.)
- Нигер – Ден на националното съгласие